# United States–Mexico–Canada Agreement
United States–Mexico–Canada Agreement, förkortat USMCA, är ett frihandelsavtal mellan USA, Mexiko och Kanada som trädde i kraft den 1 juli 2020. USMCA ersatte den tidigare överenskommelsen North American Free Trade Agreement (NAFTA), som en uppdaterad och förbättrad uppgörelse mellan länderna, anpassad efter nutidens digitala ekonomi. Handelsavtalet består till 95% av uppgörelserna som ingick i det ursprungliga NAFTA-avtalet, men innehåller även förändringar inom immaterialrätt, läkemedel och e-handel, och starkare klimatlagstiftning och arbetarskydd. NAFTA-uppgörelsen kritiserades av USA:s president Donald Trump under hans presidentkampanj, och anklagades för att skada USA:s jobb och tillverkningsindustri.